# La Liseuse (Matisse)
Pour les articles homonymes, voir La Liseuse.
Ne doit pas être confondu avec Liseuse (Matisse).
La Liseuse (ou Femme qui lit) est une peinture à l'huile sur panneau de bois réalisée par Henri Matisse en 1895. Elle est exposée au Musée Matisse du Cateau-Cambrésis, déposée par le Centre Pompidou depuis le 24 septembre 2002. Elle montre une femme qui lit. Le tableau évoque une atmosphère calme et relaxante.

## Sources
- (en) Cet article est partiellement ou en totalité issu de l’article de Wikipédia en anglais intitulé « Woman Reading » (voir la liste des auteurs).